# Цеел
Цеел – сомон аймаку Говь-Алтай, Монголія. Територія 5,6 тис км кВ, населення 3,0 тис. Центр – селище Цеел знаходиться на відстані 167 км від міста Алтай та 1168 км від Улан-Батора. Є школа, лікарня, сфера обслуговування.

## Рельєф
Гори Іх мурен (3200 м), Хар азарга (2800 м), хребти Таяна (3100 м). Озера Буур та Цеел

## Клімат
Різкоконтинентальний клімат. Середня температура січня -16-20 градусів, липня +20+24 градуси. Протягом року в середньому випадає 250 мм опадів.

## Корисні копалини
Мідна руда, плавиковий шпат, кам’яне вугілля, хімічна та будівельна сировина.

## Тваринний світ
Водяться лисиці, вовки, козулі, аргалі, дикі кози, зайці, тарбагани.